# Élections générales saskatchewanaises de 1929
L'élection générale saskatchewanaise de 1929 se déroule le 6 juin 1929 afin d'élire les députés de l'Assemblée législative de la Saskatchewan. Il s'agit de la 7e élection générale en Saskatchewan depuis la création de cette province du Canada en 1905.

## Résultats
| Parti                                | Parti                | Chef                | # de candidats | Sièges | Sièges | Sièges  | Voix    | Voix    | Voix     |
| Parti                                | Parti                | Chef                | # de candidats | 1925   | Élus   | % Diff. | #       | %       | % Diff.  |
| ------------------------------------ | -------------------- | ------------------- | -------------- | ------ | ------ | ------- | ------- | ------- | -------- |
|                                      | Libéral              |                     | 62             | 50     | 28     | -44 %   | 164 487 | 45,56 % | -5,95 %  |
|                                      | Conservateur         |                     | 40             | 3      | 24     | +700 %  | 131 550 | 36,44 % | +18,09 % |
|                                      | Indépendant          | Indépendant         | 17             | 2      | 6      | +200 %  | 32 729  | 9,06 %  | +5,55 %  |
|                                      | Progressiste         |                     | 16             | 6      | 5      | -18,3 % | 24 988  | 6,92 %  | -16,12 % |
|                                      | Libéral-travailliste |                     | 1              | 1      | -      | -100 %  | 4 181   | 1,16 %  |          |
|                                      | Economic Group       |                     | 3              | *      | -      | *       | 1 942   | 0,54 %  | *        |
|                                      | Libéral indépendant  | Libéral indépendant | 1              | 1      | -      | -100 %  | 1 160   | 0,32 %  | -0,75 %  |
| Total                                | Total                | Total               | 140            | 63     | 63     | -       | 361 037 | 100 %   |          |
| Source : (en) Elections Saskatchewan |                      |                     |                |        |        |         |         |         |          |

 Note :
* N'a pas présenté de candidats lors de l'élection précédente.